# Мартыненко, Владимир Петрович
Владимир Петрович Мартыненко (14 мая 1937, Чусовской горсовет, Свердловская область — 16 марта 2007, Комсомольск, Полтавская область) — советский и украинский горный инженер, генеральный директор ОАО «Полтавский горно-обогатительный комбинат» (1983—1998). Доктор технических наук (1999), профессор (1997). Академик Инженерной академии Украины (1992), Экологической академии Украины (1993), Академии горных наук Украины (2001).

## Биография
Родился 14 мая 1937 года в посёлке Сарановский рудник на Урале.
В 1944 году вместе с родителями переехал в город Кривой Рог, где работал крепёжником, бурильщиком, начальником участка, заместителем главного инженера шахты, директором шахты.
Окончил Криворожский горнорудный институт, факультет разработки месторождений полезных ископаемых (1954—1960), горный инженер.
В 1956—1960 годах — подземный крепильщик, подземный бурильщик шахты имени Ворошилова рудоуправления имени Ф. Э. Дзержинского треста «Дзержинскруда» в городе Кривой Рог Днепропетровской области. С 1961 года — заместитель начальника участка, заместитель главного инженера, начальник шахты «Саксагань» рудоуправления имени Ф. Э. Дзержинского. С 1970 года — главный инженер рудоуправления имени Ф. Э. Дзержинского.
С 1974 года — заместитель начальника главного производственного управления горнорудных предприятий Министерства чёрной металлургии УССР.
С 1979 года — главный инженер Республиканского промышленного объединения «Укрруда».
В 1983—1998 годах — генеральный директор Полтавского горно-обогатительного комбината имени 50-летия СССР, Комсомольск.
С 1999 года — председатель наблюдательного совета АО «Инжиниринг»; президент ООО «Научно-производственное предприятие „Укргорвзрывпром“».
Народный депутат Верховной рады Украины 1-го созыва. С 1998 года неоднократно избирался депутатом Полтавского областного и Комсомольского городского советов.
Умер 16 марта 2007 года в Комсомольске. Похоронен в городе Кривой Рог.

### Научная деятельность
На его счету более 50 научных трудов и изобретений в сфере разработки месторождений полезных ископаемых. Основные научные разработки экспонировались на ВДНХ.
Доктор технических наук. Диссертация «Научное обоснование и разработка экологически ориентированных технологий горных работ на железорудных горно-обогатительных комбинатах» (Национальная горная академия Украины, 1999).
Академик Инженерной академии Украины (1992), Экологической академии Украины (1993), Академии горных наук Украины (2001).

## Награды
- Орден «Знак Почёта» (1971);
- Знак «Шахтёрская слава» 3-й (1974), 2-й (1981), 1-й степени (1987);
- Почётная грамота Президиума Верховного Совета УССР (1988);
- Почётная грамота Верховной рады Украины (2005);
- Государственная премия УССР в области науки и техники (1982);
- Государственная премия Украины в области науки и техники (1 декабря 1999) — за создание высокоэффективных экологоориентированных технологий добычи полезных ископаемых на основе управления состоянием горного массива и внедрение их на карьерах Украины[2];
- Заслуженный металлург Украины (1993).